# Homestead, Florida
Homestead är en stad (city) i Miami-Dade County, i delstaten Florida, USA. Enligt United States Census Bureau har staden en folkmängd på 61 940 invånare (2011) och en landarea på 39,2 km².